# Националност
Националност је вишезначни појам који у најширем смислу означава припадност одређеној нацији, а будући да је и сам термин нација такође вишезначан, конкретно значење појма националност по правилу зависи од контекста употребе. У политичкој терминологији, појам националности се најчешће користи у два основна значења, од којих се прво односи на припадност етничкој нацији, а друго на припадност националној држави.
Етничка националност подразумева припадност етничкој нацији као заједници чије чланове повезује заједнички етнички идентитет, док државно-политичка националност подразумева формално-правну припадност националној држави као заједници чије припаднике повезује заједничко држављанство. По том основу, свака особа која има држављанство неке државе, а уједно има и свој лични етнички идентитет, самим тим истовремено има и двоструку националност: по основу држављанства припада политичкој нацији властите државе, док по основу етницитета припада својој матичној етничкој нацији. Тако на пример, сваки Србин, који је уједно и држављанин Сједињених Америчких Држава, истовремено има америчку националност по основу свог држављанства, као и српску националност по основу своје етничке припадности српском народу.
У већини словенских језика, под нацијом се најчешће подразумева етничка заједница, па националност по правилу представља синоним за нечији етнички идентитет. Насупрот томе, у енглеском језику се под појмом "нација" подразумева првенствено држава, па се и појам националност односи пре свега на држављанство, а такво значење је примарно и у неким другим светским језицима.
У важећем Уставу Републике Србије из 2006. године, појам националност се употребљава у оба значења. Тако се на пример у члановима 32. и 46. помиње национална безбедност у општедржавном смислу, док се на другој страни у многим члановима Устава користи појам национална мањина у значењу мањинске етничке заједнице. Такође, у тексту Устава наизменично се помињу разне националне или етничке посебности, права и слободе.
Као синоним за националност, понекад се користи и израз народност, који је такође вишезначан.

## Националност насупрот етничности
Националност се понекад користи једноставно као алтернативни назив за етничност/народност, баш као што неки људи претпостављају да су држављанство и националност идентични појмови. У неким земљама, сродна реч за националност на локалном језику може се схватити као синоним за етничност. За одређивање држављанства, нације на овим подручјима света следе начело jus sanguinis (лат.  – право крви), а не jus soli (лат.  – право државе). Ове земље одређују националност особе по његовој/њеној етничности, а не држављанству.
У неколико подручја на свету, термин националност се може дефинисати на основу етничке припадности, као и самоопредељења по културним и породичним обележјима, а не на основу односа с државом или тренутном владом. На пример, постоје људи који ће рећи да су Курди, односно курдске националности, иако уопште не постоји курдска суверена држава, барем у овом тренутку у историји. У контексту бившег Совјетског Савеза и бивше Југославије, националност се често користи као превод термина национал'ност са руског језика и народност са српскохрватског језика, који се користе и у значењу етничке групе и у смислу локалне припадности тим (бившим) државама.
Чак и данас, у Руској Федерацији, на пример, живе људи чија националност није руска, али који се сматрају руским субјектима и у складу са законима Федерације. Исто тако, израз националност Кине се односи на културалне групе у Кини. Шпанија је једна нација, којој припадају људи различитих националности, које саме нису политички признате као националности (од стране државе), али се могу сматрати мањим нацијама у оквиру шпанске нације. Шпански закон признаје националности аутономних заједница Андалузије, Арагона, Балеарских острва, Канарских острва, Каталоније, Валенције, Галиције и Баскије (шпан. nacionalidades).

## Националност насупрот држављанства
У великом броју земаља, националност је правно посебан концепт у односу на држављанство, или – националност је неопходан али не и довољан услов да се остваре пуна политичка права унутар државе или друге владавине. Концептуално, држављанство је фокусирано на унутрашњем политичком животу државе, док је националност ствар међународног пословања.
У Закону о националности САД-а неке особе рођене у САД управљају имовином не као држављани него само као особе које поседују националност САД (нису грађани). Закон о националности Британије дефинише шест класа британске националности, међу којима је „британски држављанин” једна од њих (и једина чији власници имају право на пребивалиште у УК-у). Слично томе, у Републици Кини, познатијој као Тајван, статус „власника националности без регистрације домаћинства” се односи на људе који имају националност Републике Кине, али немају аутоматско право на улазак или боравак у Тајвану, те се не квалификују за грађанска права и дужности. По Закону о националности Мексика, Колумбије, и неких других земаља Латинске Америке, они који поседују националност неће постати држављани/грађани док не буду имали навршених 18 година.

## Националност насупрот националног идентитета
Национални идентитет је субјективни осећај припадности особе једној држави или једној нацији. Особа може имати националност државе, у смислу да је формално и правно повезана с њом, без субјективног и емоционалног осећаја припадности тој држави. С друге стране, особе могу осећати да припадају једној држави без икаквог правног односа с истом. На пример, деца која су доведена у Сједињене Америчке Државе илегално када су била прилично млада и која су одрасла у САДу у незнању свог имиграцијског статуса, често имају осећај америчког националног идентитета, упркос томе што законски поседују националност друге државе.

## Двојна националност
Двојна националност је појава када једна особа има формални однос с две одвојене суверене државе. То се може догодити, на пример, ако родитељи неке особе поседују националности различитих земаља, а мајчина земља сматра да сви потомци мајке имају националност државе у којој је она рођена, тј. чију националност поседује, док земља оца сматра да сви потомци оца имају националност државе у којој је он рођен, тј. чију националност посједује.
Националност, са својим историјским коренима који се очитују у оданости сувереном монарху, виђена је изворно као стално, урођено, непроменљиво стање, а касније, када је допуштена промена оданости, као строго ексклузивни однос, такав да добијање националности једне државе захтева одбијање оног пријашње државе.
Двојно држављанство се сматрало проблемом који је изазивао конфликте између држава и понекад наметао узајамно искључиве захтеве људи за које је тај конфликт био везан, као што је истовремено служење у војним снагама двеју земаља. Средином 20. века, многи међународни уговори су били усмерени на смањење могућности двојног држављанства. Од тада се почињу склапати бројни уговори за препознавање и регулисање двојног држављанства.

## Међународно право
Случај Лихтенштајн против Гватемале код Међународног суда за права из 1955. године је суђење Фриедриху Нотебохму познато по својим наводима у којима се дефинише националност.

## Припадност националности
Постоји низ држава у којима родитељи могу својој деци или супружницима доделити држављанство.

## Без држављанства
„
Без држављанства” је стање у којем појединац нема формални или заштитни однос ни са једном државом. То се може догодити, на пример, ако су родитељи неке особе држављани различитих земаља, а мајчина држава одбацује све потомке мајки удатих за стране очеве, док очева земља одбацује све потомке рођене од страних мајки. Иако ова особа може имати емоционални национални идентитет, он или она законски није држављанин било које државе.
Још једна ситуација без држављанства настаје када особа поседује путну исправу (пасош) којом се носилац препознаје као држављанство „државе“ која није међународно призната, нема уписа на листу земаља Међународне организације за стандардизацију, није члан Уједињених нације итд. У садашњој ери, пример су особе пореклом са Тајвана које поседују пасоше Републике Кине.
Неке државе (попут Кувајта, УАЕ и Саудијске Арабије) такође могу уклонити држављанство дате особе; разлози за уклањање су превара и безбедносни проблеми. Постоје и људи који су напуштени по рођењу и није познато порекло њихових родитеља.

### Апатридност
Апатридност (појава повећања броја особа без држављанства) је међународни проблем у којем појединац нема формални или заштитни однос с било којом државом. То се може догодити, на пример, ако родитељи неке особе имају националности различитих земаља, а земља мајке одбацује све потомке мајки венчаних с мушкарцима који су из иностранства, док земља оца одбацује све потомке рођене од стране мајки које су из иностранства. Иако та особа може имати емоционални национални идентитет, он или она не може законски имати националност нити једне земље.